# Qrio (企業)
Qrio（キュリオ）は、ソニー子会社のIoTベンチャー企業。社名はソニーの二足歩行ロボットQRIOから採られている。

## 沿革
2014年にソニーとベンチャーキャピタルのWiLの合弁会社として設立。2015年にスマートロック製品のQrio Smart Lock（Q-SL1）を発売した。2017年にはソニーの完全子会社となった。

## 製品
- Qrio Smart Lock（Q-SL1） - 後付け型のスマートロック製品。クラウドファンディングサイトMakuakeのプロジェクトとして製品化された[5]。2023年10月31日にサービスを終了[2]。
- Qrio Lock（Q-SL2） - Q-SL1の改良モデル[6]。
- Qrio Lock R（Q-SL3A） - Q-SL2のマンション向けモデル[7]。
- Qrio Hub（Q-H1/Q-H1A） - スマートロック用の遠隔操作用ハブ。
- Qrio Pad（Q-KP2） - スマートロック用の操作パネル。
- Qrio Pad R（Q-KP2A） - Q-KP2のマンション向けモデル[7]。
- Qrio Pad Entrance - 共用玄関用の操作パネル[7]。
- Qrio Key（Q-K1） - スマートロック用のリモコンキー。
- Qrio Key S（Q-K2） - Q-K1にハンズフリー解錠機能を搭載したモデル[7]。
- Qrio Smart Tag（Q-ST1） - Bluetooth Low Energyを使用した紛失防止タグ。
- Qrio ただいまキット（Q-TK1） - IoT見守りグッズ。